# GTKWave
GTKWave est un logiciel libre de visualisation de forme d'onde et de chronogramme multiplate-forme pour Unix, Win32, et Mac OSX, il supporte notamment les fichiers de log au format LXT, LXT2, VZT, FST, et GHW, ainsi que les fichiers standards de Verilog VCD et EVCD.

## Génération
Il est possible de générer des fichiers au format spécifique à GTKWave, .gtkw depuis le langage Python à l'aide de la bibliothèque nmutil.

## GPIO
l'outil pispy permet de capturer les états des GPIO et d'invoquer directement GTKWave pour les analyser.

## FPGA
Les outils deux principaux logiciels de langage de description de matériel Verilog et langage de vérification de matériel associé, que sont Icarus Verilog (en) et Verilator permettent de faire des sortie pour GTKWave,,. Il peut également être utilisé avec le langage VHDL via l'outil GHDL,,. Le langage de description Migen en Python permet également de l'utiliser.
Le module Python Wavedisp, permet la conversion entre les formats Tcl propriétaires ModelSim (Mentor) et RivieraPro (Aldec) et les formats GTKWave.
Le projet de SoC sous licence libre, Libre-SoC, à également choisi de l'utiliser pour visualiser la sortie de l'intégration continue (CI) de son développement et à fait une présentation à ce sujet au FOSDEM.

## Site officiel
(en) Site officiel